# Deportivo Ocotal
El Deportivo Ocotal es un equipo de fútbol de Nicaragua que milita en la Liga Segunda, la segunda liga de fútbol más importante del país.

## Historia
Fue fundado en el año 2002 en la ciudad de Ocotal, cerca de la frontera con Honduras y lograron el ascenso a la Primera División de Nicaragua por primera vez en la temporada 2006/07 luego de vencer al Granada FC en la final de ascenso de la Segunda División de Nicaragua.

## Palmarés
- Segunda División de Nicaragua: 2

2006/07, 2016/17

## Rivalidades
La principal rivalidad del club es con sus vecinos del Real Madriz FC de la ciudad de Somoto, con quien disputan el Clásico Norteño.

## Gerencia
| Puesto                         | Nombre     |
| ------------------------------ | ---------- |
| Presidente                     | Axel Gómez |
| Presidente Honorario           | -          |
| Representante Legal en Managua | -          |
| Secretario                     | -          |
| Tesorero                       | -          |

## Jugadores

### Jugadores destacados
- Julio César Molina (2009-2012)
- Darwin Ramírez
- César Salandia
- Erick Sierra
- Edwing Herrera
- Harold Ivanof Jarquin
- Miguel Ángel Masís (2010-)
- Mario Morales (2009)
- Elvis Pinel
- Ricardo Vega (2010-)
- Juan Carlos Vílchez (2008)
- Kenny Urcuyo
- Zuriel Alemán